# Hamilton Academical Football Club 2015-2016
Questa voce raccoglie le informazioni riguardanti l'Hamilton Academical Football Club nelle competizioni ufficiali della stagione 2015-2016.

## Stagione
- In Scottish Premiership i Rangers si classificano al decimo posto (43 punti), dietro al Partick Thistle e davanti al Kilmarnock.
- In Scottish Cup sono eliminati quarto turno dall'Annan Athletic (1-4).
- In Scottish League Cup sono eliminati al secondo turno dal Raith Rovers (1-2).

## Maglie e sponsor
Il fornitore tecnico per la stagione 2015-2016 è Adidas, mentre lo sponsor ufficiale è Nevis.
| Casa | Trasferta |

## Rosa
| N. |                             | Ruolo | Calciatore       |
| -- | --------------------------- | ----- | ---------------- |
| 1  | Irlanda del Nord (bandiera) | P     | Michael McGovern |
| 2  | Scozia (bandiera)           | D     | Ziggy Gordon     |
| 3  | Lettonia (bandiera)         | D     | Antons Kurakins  |
| 4  | Scozia (bandiera)           | D     | Michael Devlin   |
| 5  | Scozia (bandiera)           | D     | Martin Canning   |
| 6  | Scozia (bandiera)           | C     | Grant Gillespie  |
| 7  | Scozia (bandiera)           | C     | Dougie Imrie     |
| 8  | Francia (bandiera)          | A     | Oumar Diaby      |
| 9  | Brasile (bandiera)          | A     | Alexandre D'Acol |
| 11 | Scozia (bandiera)           | C     | Ali Crawford     |
| 12 | Germania (bandiera)         | C     | Gramoz Kurtaj    |
| 14 | Inghilterra (bandiera)      | A     | Carlton Morris   |
| 15 | Curaçao (bandiera)          | C     | Germain Agustien |

| N. |                     | Ruolo | Calciatore            |
| -- | ------------------- | ----- | --------------------- |
| 16 | Scozia (bandiera)   | C     | Craig Watson          |
| 17 | Scozia (bandiera)   | C     | Louis Longridge       |
| 18 | Scozia (bandiera)   | A     | Darian MacKinnon      |
| 20 | Scozia (bandiera)   | A     | Eamonn Brophy         |
| 21 | Scozia (bandiera)   | C     | Greg Docherty         |
| 22 | Scozia (bandiera)   | C     | Darren Lyon           |
| 24 | Spagna (bandiera)   | C     | Jesús García Tena     |
| 26 | Scozia (bandiera)   | P     | Alan Martin           |
| 28 | Germania (bandiera) | A     | Christopher Mandiangu |
| 30 | Scozia (bandiera)   | C     | Steven Boyd           |
| 33 | Scozia (bandiera)   | C     | Ronan Hughes          |
| 35 | Scozia (bandiera)   | A     | Ross Cunningham       |
| 44 | Brasile (bandiera)  | D     | Lucas Tagliapietra    |